# Helen Shapiro

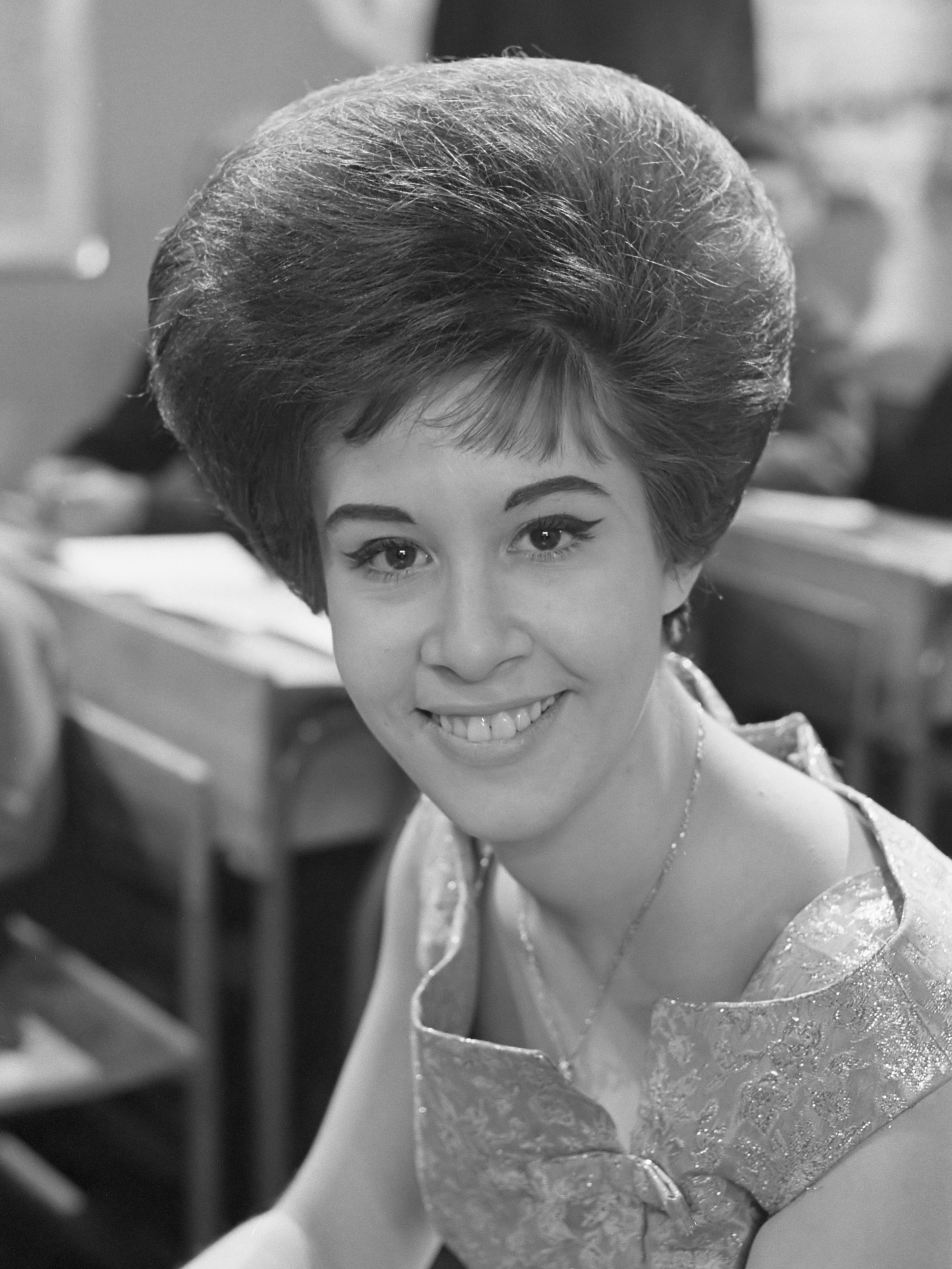
Helen Shapiro, 1963

Helen Kate Shapiro (* 28. September 1946 in London) ist eine britische Sängerin und Schauspielerin.

## Leben

### Plattenstar in Großbritannien
Shapiro wurde im Londoner Stadtteil Bethnal Green geboren und wuchs in Londoner East End auf. Schon während ihrer Schulzeit trat sie mit einer Schulband auf und sang später mit ihrem Bruder in Jazz-Clubs. Nach dem Ende der allgemeinen Schulausbildung besuchte sie eine Londoner Musikschule. Dort fiel sie mit ihrer markanten Stimme auf, und ihr Schulleiter machte den Produzenten Bruce Welch, der auch mit Cliff Richard arbeitete, auf die junge Sängerin aufmerksam. Welcher zunächst Bedenken wegen der für eine 14-Jährige unpassenden dunklen Stimme hatte, sich dann aber doch zu einer Plattenaufnahme bewegen ließ. Diese wurde von der Plattenfirma Columbia im März 1961 mit den Titeln Don’t Treat Me Like a Child / When I’m with You veröffentlicht (Columbia 4589). Bereits am 13. April 1961 hatte Don’t Treat Me Like a Child die Top 30 des New Musical Express erreicht und schaffte es schließlich bis auf Platz 3. Noch im gleichen Jahr hatte Shapiro mit You Don’t Know und Walkin’ Back to Happiness zwei Nummer-eins-Hits. Nach zwei weiteren Top-Ten-Platzierungen 1962 (Tell Me What He Said, 2. und Little Miss Lonely, 8.) hatte Shapiro den Höhepunkt ihrer Plattenkarriere bereits erreicht. Am 2. Februar 1963 trat Shapiro im Gaumont von Bradford auf. Vorgruppe der 16-jährigen Sängerin, als deren Tourneeleiter Johnny Clapson wirkte, waren die damals gerade aufstrebenden Beatles. Bis 1964 konnte sie noch vier ihrer sechs veröffentlichten Platten in den Top 40 platzieren; die bis 1967 von Columbia produzierten Titel blieben ebenso wie die später von den Labels Pye und Arista produzierten Platten erfolglos.

### Auslands-Engagements
Nachdem sich Don’t Treat Me Like a Child in Großbritannien mit Erfolg verkauft hatte, wurde versucht, Shapiro auch auf dem amerikanischen Markt zu etablieren. Obwohl alle ihre Erfolgstitel von Capitol in den USA veröffentlicht wurden, reichte es nur für Walkin’ Back to Happiness (Capitol Nr. 4662) zu Platz 100 bei Billboard. Auch das US-Label Epic hatte mit seinen beiden Shapiro-Platten keinen Erfolg. In Deutschland brachte die Columbia-Filiale Shapiros Hits auf den Markt, von denen sich aber nur Walkin’ Back to Happiness mit Platz 30 unter den Top 40 platzieren konnte. Produzent Heinz Gietz versuchte dann, Helen Shapiro auch mit deutschsprachigen Titeln zu verkaufen. Doch weder die deutschen Versionen der englischen Erfolgstitel noch die späteren original deutschen Aufnahmen fanden große Beachtung. Lediglich die beiden Coverversionen Frag mich nicht warum (Tell Me What He Said) und Komm, sei wieder gut (I Apologise) erreichten 1962 bei Musikmarkt jeweils Platz 31. Neben ihren deutschsprachigen Titeln nahm Shapiro auch zwei Singles mit Songs in französischer Sprache auf. Mit all diesen Aktivitäten und dem weltweiten Vertrieb ihrer Platten hatte sie mit 19 Jahren über eine Million Tonträger verkauft. In Großbritannien wurde sie mit drei Silbernen Schallplatten für jeweils 250.000 verkaufte Tonträger ausgezeichnet. 

### Nach den Schallplattenerfolgen
Nachdem ihr ab 1964 kein Schallplattenerfolg mehr gelungen war, wandte sich Shapiro der Bühnenarbeit zu. Sie betätigte sich sowohl im Schauspiel als auch bei Kabarett und Musical und sie wirkte auch in mehreren Kino- und Fernsehproduktionen mit. Ab den 1980er Jahren machte sich Shapiro als Jazz-Sängerin einen Namen. Ihre Alben Echos of the Duke und Humph ’n’ Helen wurden zu beachtlichen Erfolgen. Als 1990 ihr erstes Gospel-Album The Pearl ebenfalls beim Publikum ankam, erschloss sich Shapiro ein neues erfolgreiches Betätigungsfeld. 1999 sorgte sie mit ihrer Bühnenshow Simply Shapiro für großes Aufsehen. Zu ihrem 50-jährigen Karrierejubiläum brachte die britische Plattenfirma EMI 2011 die CD-Sammlung The Ultimate Helen Shapiro mit 90 Titeln heraus.
Ende 2012 wurde Shapiros Klassiker Walkin’ Back to Happiness in Deutschland für einen Coca-Cola-Werbespot ausgewählt.

## Diskografie
| Großbritannien / Columbia                                       | Großbritannien / Columbia | Großbritannien / Columbia | Großbritannien / Columbia |
| Titel                                                           | Katalog-Nr.               | Aufnahmedatum             |                           |
| --------------------------------------------------------------- | ------------------------- | ------------------------- | ------------------------- |
| Don’t Treat Me Like a Child / When I’m with You                 | 4589                      | März 1961                 |                           |
| You Don’t Know / Marvellous Lie                                 | 4670                      | Juli 1961                 |                           |
| Walkin’ Back to Happiness / Kiss ’N’ Run                        | 4715                      | September 1961            |                           |
| Tell Me What He Said / I Apologise                              | 4782                      | Februar 1962              |                           |
| Let’s Talk About Love / Sometime Yesterday                      | 4824                      | Mai 1962                  |                           |
| Little Miss Lonely / I Don’t Care                               | 4869                      | Juli 1962                 |                           |
| Keep Away from Other Girls / Cry My Heart Out                   | 4908                      | November 1962             |                           |
| Queen for Tonight / Daddy Couldn’t Get Me One of Those          | 4966                      | Februar 1963              |                           |
| Woe Is Me / I Walked Right In                                   | 7026                      | April 1963                |                           |
| Not Responsible / No Trespassing                                | 7072                      | Juli 1963                 |                           |
| Look Who It Is / Walking in My Dreams                           | 7130                      | November 1963             |                           |
| Fever / Ole Father Time                                         | 7190                      | Februar 1964              |                           |
| Look Over Your Shoulder / You Won’t Come Home                   | 7266                      | April 1964                |                           |
| Shop Around / He Knows How to Love Me                           | 7340                      | August 1964               |                           |
| I Wish I’d Never Loved You / I Was Only Kidding                 | 7395                      | Dezember 1964             |                           |
| Tomorrow Is Another Day / It’s So Funny I Could Cry             | 7517                      | Februar 1965              |                           |
| Here In Your Arms / Only Once                                   | 7587                      | Mai 1965                  |                           |
| Something Wonderful / Just a Line                               | 7690                      | Oktober 1965              |                           |
| Forget About the Bad Things / Wait a Little Longer              | 7810                      | 1966                      |                           |
| In My Calendar / Empty House                                    | 8073                      | 1966                      |                           |
| Make Me Belong to You / The Way of the World                    | 8148                      | 1967                      |                           |
| She Needs Company / Stop and You Will Become Aware              | 8256                      | 1967                      |                           |
| Pye                                                             |                           |                           |                           |
| You’ll Get Me Loving You / Silly Boy (I Love You)               | 17600                     | 1968                      |                           |
| Today Has Been Cancelled / Face the Music                       | 17714                     | 1969                      |                           |
| You’ve Guessed / Take Me for a While                            | 17785                     | 1969                      |                           |
| Take Down a Note / Couldn’t You Say                             | 17893                     | 1970                      |                           |
| Waiting on the Shores / A Glass of Wine                         | 17975                     | 1970                      |                           |
| Arista                                                          |                           |                           |                           |
| Can’t Break the Habit / For All the Wrong Reasons               | 131                       | 1977                      |                           |
| Deutschland / Columbia                                          |                           |                           |                           |
| Frag mich nicht warum / Komm sei wieder gut                     | 22038                     | März 1962                 |                           |
| Gestern Nachmittag / Den Ton kenn ich schon                     | 22120                     | März 1962                 |                           |
| Schlafen kann ich nie / Glaube mir Jonny                        | 22588                     | Januar 1964               |                           |
| Immer die Boys / Warum gerade ich                               | 22845                     | Oktober 1964              |                           |
| Sag, daß es schön ist / Rote Rosen                              | 22997                     | Juni 1965                 |                           |
| Ich such mir meinen Bräutigam allein / Ein Weg zu deinem Herzen | 23204                     | Mai 1966                  |                           |
| Vogue                                                           |                           |                           |                           |
| Das ist nicht die feine englische Art / Take Down a Note        | 612094                    | 1970                      |                           |
| Vereinigte Staaten / Capitol                                    |                           |                           |                           |
| Don’t Treat Me Like a Child                                     | 4561                      | April 1961                |                           |
| You Don’t Know / Marvellous Lie                                 | 4627                      | 1961                      |                           |
| Walkin’ Back to Happiness / Kiss N’ Run                         | 4662                      | 1962                      |                           |
| Tell Me What He Said / I Apologize                              | 4735                      | April 1962                |                           |
| Epic                                                            |                           |                           |                           |
| Keep Away from Other Girls / Little Miss Lonely                 | 9549                      | Oktober 1962              |                           |
| Woe Is Me / No Trespassing                                      | 9599                      | Mai 1963                  |                           |
| Frankreich / Columbia                                           |                           |                           |                           |
| Parlons d’amour / J’ai tant de remords                          | SCRF 556                  | 1962                      |                           |
| Tout ce qu’il voudra / J’ai tant de remords                     | SCRF 5557                 | März 1962                 |                           |

## Chartplatzierungen

### Alben
| Jahr | Titel          | Höchstplatzierung, Gesamtwochen, AuszeichnungChartplatzierungen (Jahr, Titel, Platzierungen, Wochen, Auszeichnungen, Anmerkungen) | Höchstplatzierung, Gesamtwochen, AuszeichnungChartplatzierungen (Jahr, Titel, Platzierungen, Wochen, Auszeichnungen, Anmerkungen) | Höchstplatzierung, Gesamtwochen, AuszeichnungChartplatzierungen (Jahr, Titel, Platzierungen, Wochen, Auszeichnungen, Anmerkungen) | Anmerkungen |
| Jahr | Titel          | DE | UK | US | Anmerkungen |
| ---- | -------------- | --- | --- | --- | ----------- |
| 1962 | ‘Tops’ with Me | — | UK2 (25 Wo.)UK | — |             |

### Singles
| Jahr | Titel Album                   | Höchstplatzierung, Gesamtwochen, AuszeichnungChartplatzierungen (Jahr, Titel, Album, Platzierungen, Wochen, Auszeichnungen, Anmerkungen) | Höchstplatzierung, Gesamtwochen, AuszeichnungChartplatzierungen (Jahr, Titel, Album, Platzierungen, Wochen, Auszeichnungen, Anmerkungen) | Höchstplatzierung, Gesamtwochen, AuszeichnungChartplatzierungen (Jahr, Titel, Album, Platzierungen, Wochen, Auszeichnungen, Anmerkungen) | Anmerkungen |
| Jahr | Titel Album                   | DE | UK | US | Anmerkungen |
| ---- | ----------------------------- | --- | --- | --- | ----------- |
| 1961 | Don’t Treat Me Like a Child – | — | UK3 (20 Wo.)UK | — |             |
| 1961 | You Don’t Know –              | — | UK1 (23 Wo.)UK | — |             |
| 1961 | Walkin’ Back to Happiness –   | DE30 (12 Wo.)DE | UK1 (19 Wo.)UK | US100 (1 Wo.)US |             |
| 1962 | Don’t Treat Me Like a Child – | DE43 (4 Wo.)DE | UK2 (15 Wo.)UK | — |             |
| 1962 | Let’s Talk about Love –       | — | UK23 (7 Wo.)UK | — |             |
| 1962 | Frag’ mich nicht warum –      | DE31 (12 Wo.)DE | — | — |             |
| 1962 | Little Miss Lonely –          | — | UK8 (11 Wo.)UK | — |             |
| 1962 | Keep Away from Other Girls –  | — | UK40 (6 Wo.)UK | — |             |
| 1963 | Queen for Tonight –           | — | UK33 (5 Wo.)UK | — |             |
| 1963 | Woe Is Me –                   | — | UK35 (6 Wo.)UK | — |             |
| 1963 | Look Who It Is –              | — | UK47 (3 Wo.)UK | — |             |
| 1964 | Fever –                       | — | UK38 (4 Wo.)UK | — |             |

## Filmografie
- 1962: Twen-Hitparade
- 1986: Albion Market (Fernsehserie, vier Folgen)